# El chupacabra
El chupacabra (El Mundo Gira) est le 11e épisode de la saison 4 de la série télévisée X-Files. Dans cet épisode, Mulder et Scully sont sur les traces du légendaire chupacabra.

## Synopsis
Dans un camp d'immigrés clandestins mexicains de la vallée de San Joaquin, Eladio Buente flirte avec Maria Dorantes sous l'œil jaloux de son frère Soledad. Une pluie jaune torrentielle s'abat soudainement et, juste après, le corps mutilé, et partiellement dévoré, de Maria est découvert alors qu'Eladio est porté disparu. Mulder et Scully arrivent dans le camp pour enquêter sur cette mort mystérieuse. Les habitants du campement blâment le chupacabra pour la mort de Maria alors que Soledad pense que son frère s'est enfui après l'avoir assassiné.

## Distribution
- David Duchovny : Fox Mulder
- Gillian Anderson : Dana Scully
- Mitch Pileggi : Walter Skinner
- Rubén Blades : Conrad Lozano
- Raymond Cruz : Eladio Buente
- José Yenque : Soledad Buente
- Simi Mehta : Gabrielle Buente
- Lillian Hurst : Flakita

## Accueil

### Audiences
Lors de sa première diffusion aux États-Unis, l'épisode réalise un score de 13,3 sur l'échelle de Nielsen, avec 19 % de parts de marché, et est regardé par 22,37 millions de téléspectateurs.

### Critique
L'épisode obtient des critiques globalement défavorables. Zack Handlen, du site The A.V. Club, lui donne la note de B.
Le site Le Monde des Avengers lui donne la note de 2/4. Sarah Stegall, du site Munchkyn Zone, lui donne la note de 1/5. John Keegan, du site Critical Myth, lui donne la note de 2/10. Paula Vitaris, de Cinefantastique, lui donne la note de 1/4. Dans leur livre sur la série, Robert Shearman et Lars Pearson lui donnent la note de 1/5.